# La Candide Madame Duff
Pour plus de détails, voir Fiche technique et Distribution.
La Candide Madame Duff est un film français réalisé par Jean-Pierre Mocky, sorti en 2000.
Il est tourné en partie à Fermanville en avril 1999.

## Synopsis
Marié à une femme plus jeune de vingt ans, Jacob sombre dans la jalousie, l'alcool et la violence.

## Fiche technique
- Titre : La Candide Madame Duff
- Réalisation : Jean-Pierre Mocky
- Scénario : Jean-Pierre Mocky d'après l'œuvre de Elisabeth Sanxay Holding
- Directeur de la photographie : Edmond Richard
- Musique : Éric Demarsan
- Montage : Camille Caporal, Jean-Pierre Mocky
- Production : Jean-Pierre Mocky
- Pays d'origine :  France
- Genre : comédie dramatique
- Durée : 82 minutes
- Date de sortie en salles : 
  -  France - 29 mars 2000

## Distribution
- Jean-Pierre Mocky : Jacob Duff
- Pierre Cosso : Nolan
- Émilie Hébrard : Régina Duff
- Alexandra Stewart : Tante Lou
- Patricia Barzyk : Mlle Cast
- Dick Rivers : l'inspecteur Lévy
- Christian Chauvaud : Le privé au pied-bot
- Henri Attal

## Autour du film
Un épisode de la série documentaire Strip-tease (« Le parapluie de Cherbourg », diffusé en 2000) concerne le tournage de ce film, et met en évidence les coups de sang du réalisateur.